# Girlfriend (Avril Lavigne-låt)
"Girlfriend" är en låt framförd av den kanadensiska sångerskan Avril Lavigne, utgiven som den första singeln från hennes tredje album The Best Damn Thing den 27 februari 2007. Låten skrevs av Lavigne tillsammans med producenten Dr. Luke. Den har toppat listorna på flera håll i världen.
Musikvideon regisserades av The Malloys.

## Låtlista
CD
1. "Girlfriend" (Avril Lavigne, Lukasz Gottwald) – 3:38
2. "Alone" (Max Martin) – 3:13